# Crypsidromus isabellinus
Espèce
Synonymes
- Proshapalopus anomalus Mello-Leitão, 1923

Crypsidromus isabellinus est une espèce d'araignées mygalomorphes de la famille des Theraphosidae.

## Distribution
Cette espèce est endémique de l'État de Rio de Janeiro au Brésil,.

## Description
La femelle décrite par Mello-Leitão en 1923 mesure 50 mm.

## Systématique et taxinomie
Cette espèce a été décrite par Ausserer en 1871. Elle est placée dans le genre Pamphobeteus par Mello-Leitão en 1923, dans le genre Lasiodora par Schmidt en 2003 puis dans le genre Crypsidromus par Bertani en 2023.
Proshapalopus anomalus a été placée en synonymie par Bertani en 2023.

## Publication originale
- Ausserer, 1871 : « Beiträge zur Kenntniss der Arachniden-Familie der Territelariae Thorell (Mygalidae Autor). » Verhandllungen der Kaiserlich-Kongiglichen Zoologish-Botanischen Gesellschaft in Wien, vol. 21, p. 117-224 (texte intégral).